# كاتدرائيات إسبانيا

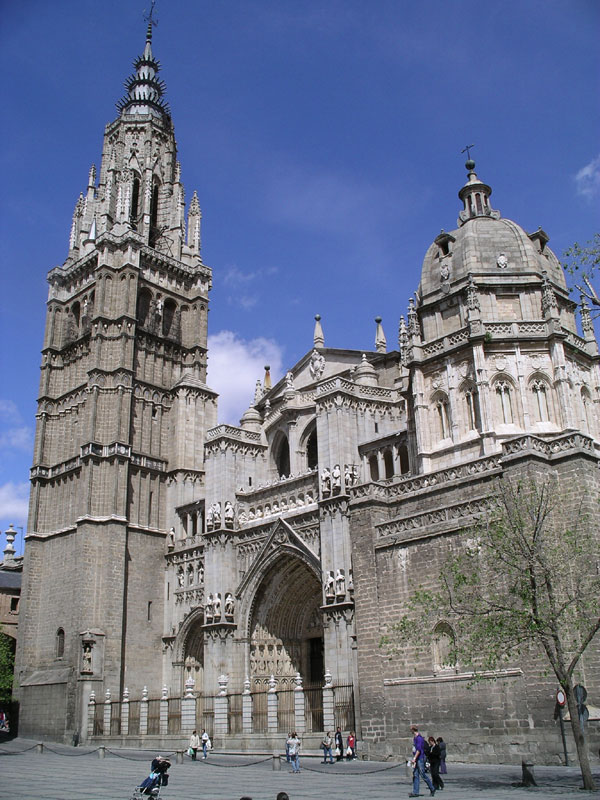
كاتدرائية طليطلة

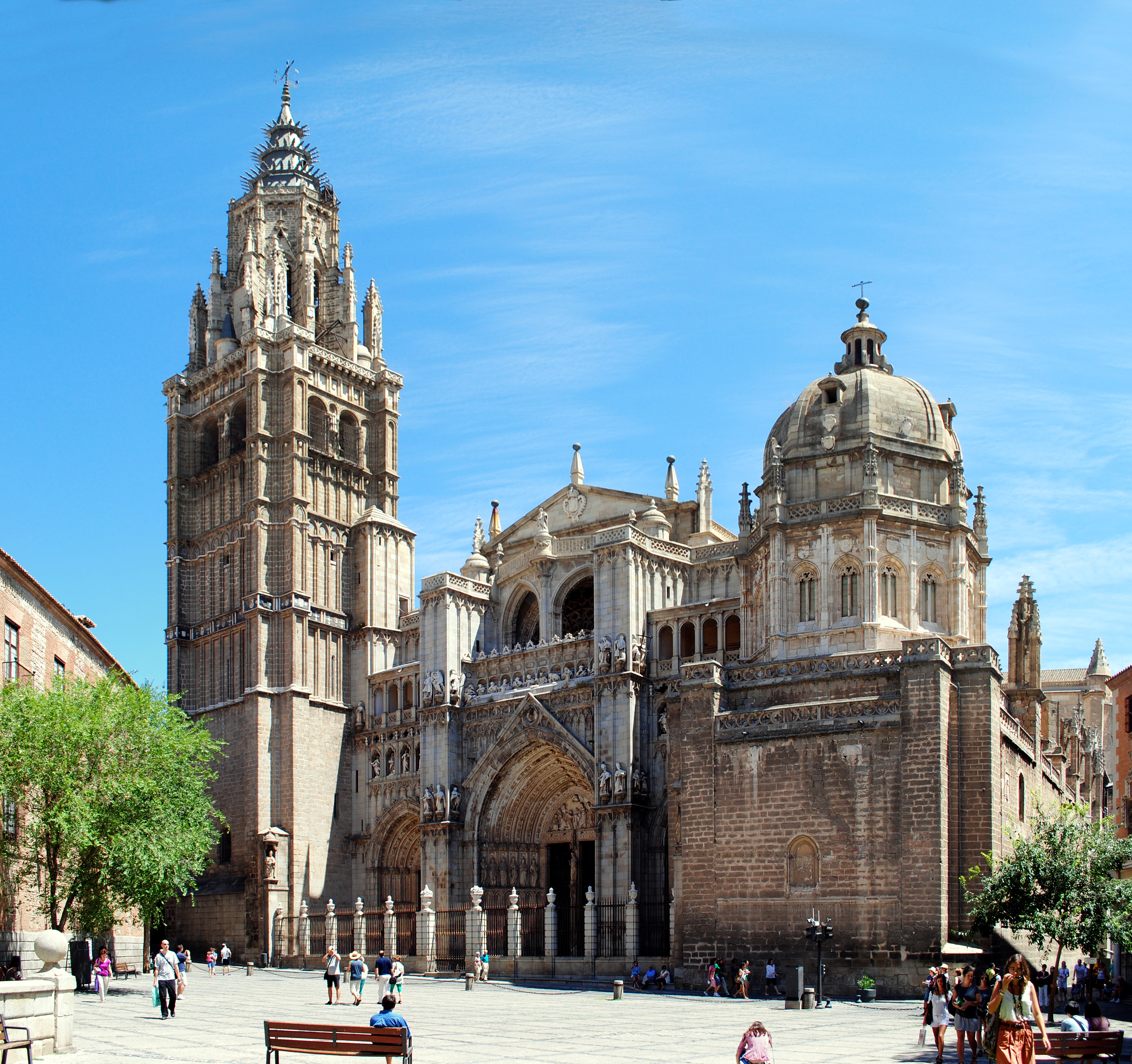
كاتدرائية طليطلة مقر كبير الأساقفة في إسبانيا

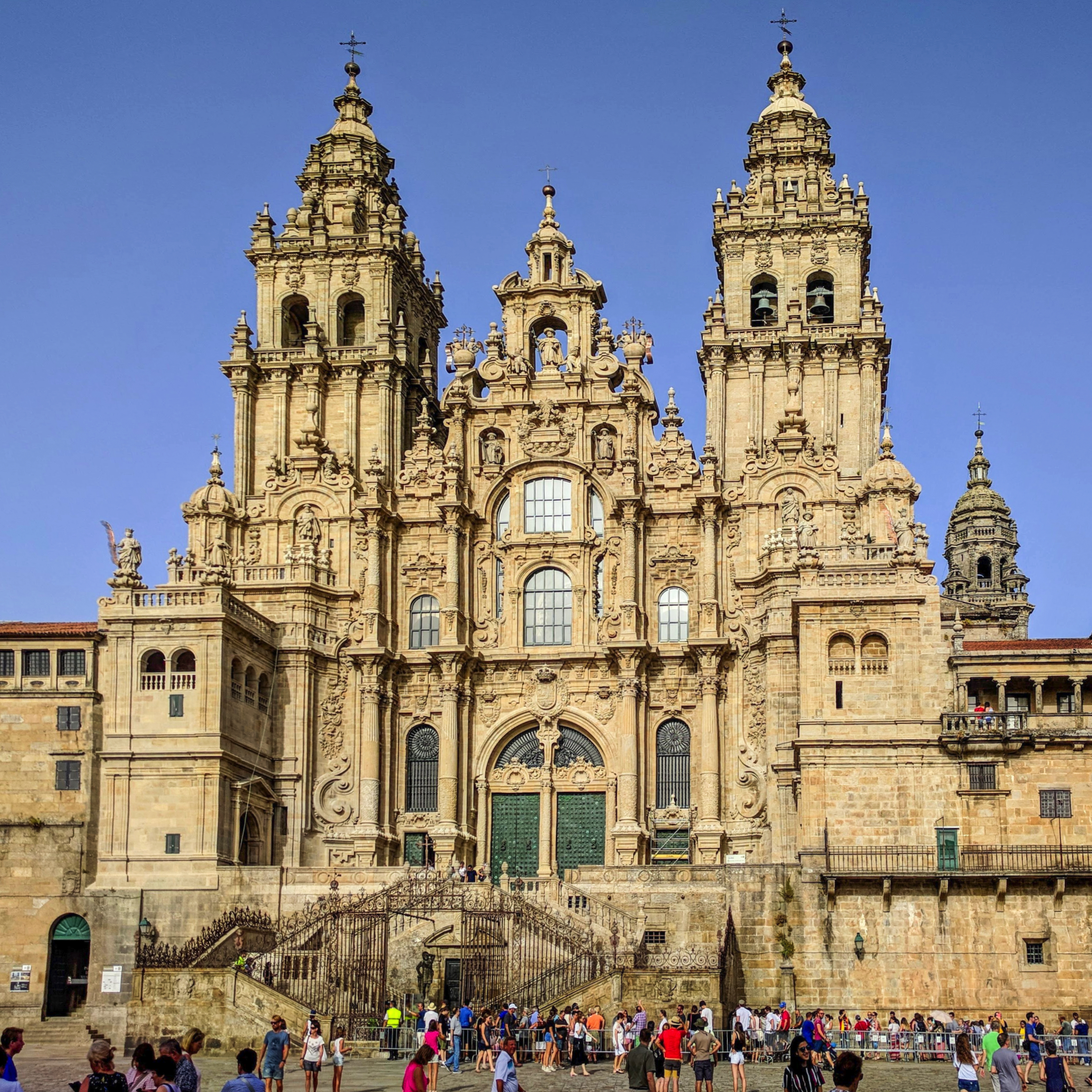
كاتدرائية سانتياغو دي كومبوستيلا التي تعد واحدة من أكثر الأماكن زيارة في إسبانيا.

الكاتدرائيات في إسبانيا هي الكنائس الأبرشية في إسبانيا وهي جزء مهم من التراث التاريخي للشعب الإسباني بسبب قيمتها التاريخية والدينية والمعمارية العظيمة. بنيت المدن الإسبانية حولها لقرون عديدة. يهدف البرنامج الوطني للكاتدرائيات إلى حماية وصيانة ما مجموعه 91 بيتًا للعبادة ، والتي تشمل الكاتدرائيات والكندرائيات والكاتدرائيات السابقة. لا تعتبر ساغرادا فاميليا في برشلونة كاتدرائية ، لكنها كنيسة أبرشية تابعة لأبرشية برشلونة ، لذا فهي غير مدرجة في هذه القائمة.
بسبب الوقت الطويل المستغرق في البناء ، والتأثير المغاربي في شبه الجزيرة الأيبيرية ، غالبًا ما احتوت العديد من الكاتدرائيات الإسبانية على مزيج انتقائي من الطرز الرومانية والقوطية والباروكية والنيوكلاسيكية والمدجنة.
في العصور الوسطى ، كان الجزء الأول الذي بني في هذه الكاتدرائيات هو المذبح الرئيسي والحنية. ، ثم اُكمل البناء بعد ذلك بالتصالب عند تقاطع الجناح والصحن. خلال هذا العصر أيضا بنيت الكاتدرائيات القوطية العظيمة في إسبانيا مثل تلك الموجودة في برغش وطليطلة وليون. في فجر عصر النهضة ، رأت إسبانيا نفسها تقود إمبراطورية في العالم الجديد. بدأت الكاتدرائيات الإسبانية في دمج أحدث الأساليب المعمارية القائمة على الكلاسيكية كما في كاتدرائية غرناطة. في وقت لاحق ، مولت الثروة من الأمريكتين العمارة الباروكية المزخرفة مثل الواجهة الجديدة لكاتدرائية الرومانيسك في سانتياغو دي كومبوستيلا أو كنيسة سيدة بيلار في سرقسطة. في أنماط ما بعد القوطية ، ابتعدت الكاتدرائيات الإسبانية عن الشكل المعتاد للصليب اللاتيني وطورت تصميمات أكثر انفتاحًا (كما هو الحال في كاتدرائية قادس الكلاسيكية الجديدة). تحتوي مجموعة من الكاتدرائيات الإسبانية على لمسات من العمارة الحديثة. أما كاتدرائية المودينا في مدريد فلم يتم الانتهاء من بنائها حتى عام 1993 ، وزينت بتصميمات أكثر حداثة بكثير من الكاتدرائيات الأخرى في البلاد. تم تمويل البناء عادة من بمساهمات ملكية أو أسقفية ، أو بتبرعات من المؤمنين. وبسبب هذا ، تمكنت العديد من الأبرشيات الأكثر ثراءً من بناء المزيد من الكاتدرائيات الفخمة.

تجذب كاتدرائيات إسبانيا اليوم الزوار من جميع أنحاء العالم كل عام ، وتشكل جزءًا مهمًا من تجارة السياحة في البلاد. 

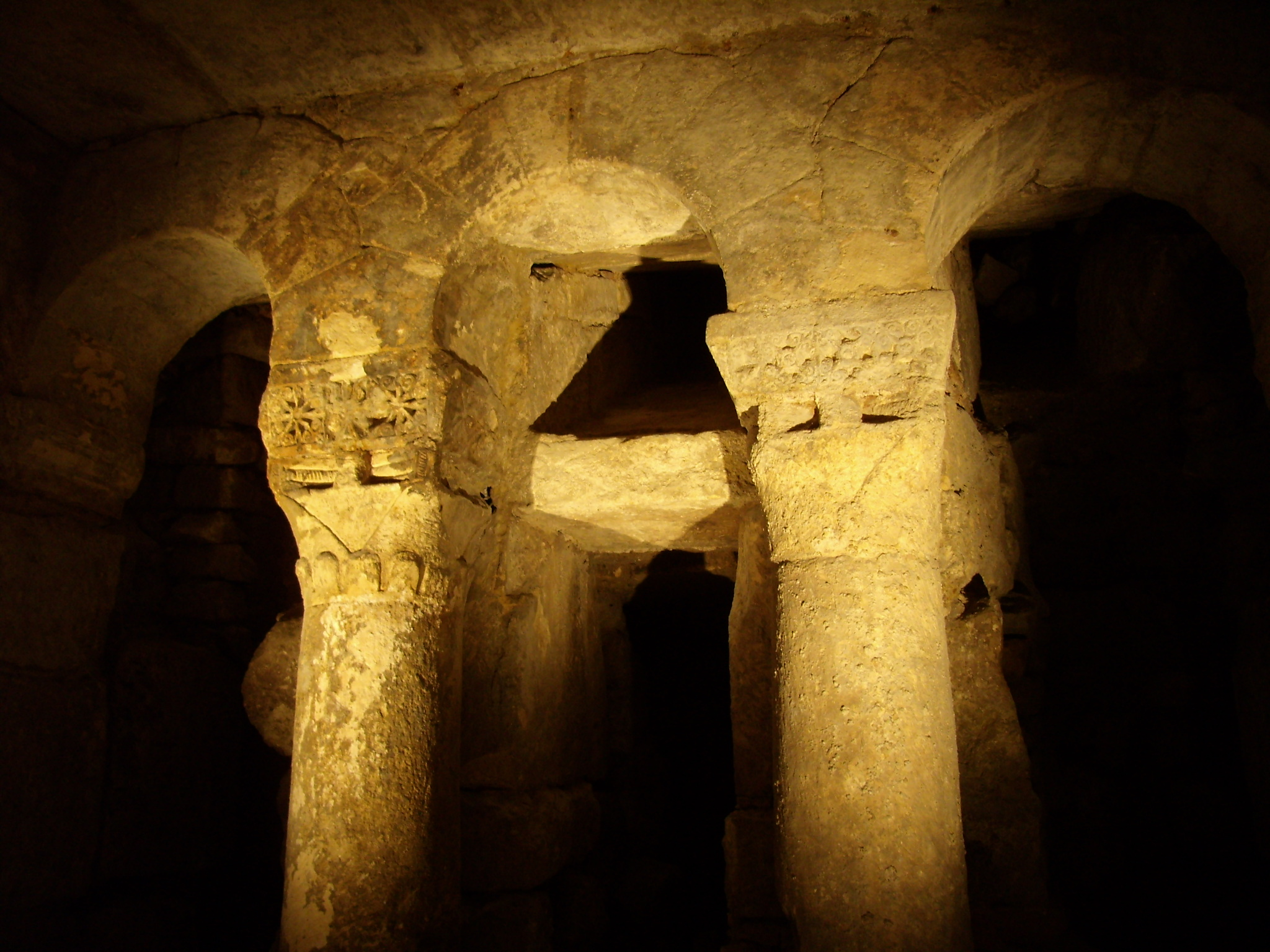
سرداب بلنسية

## قائمة
هذه قائمة الكاتدرائيات في إسبانيا مرتبة حسب المذهب.

### الروم الكاثوليك
كاتدرائيات الكنيسة الرومانية الكاثوليكية في إسبانيا: 
| كاتدرائية                                     | التخصيص                      | أبرشية                                           | الصورة  |
| برشلونة                                       | برشلونة                      | برشلونة                                          | برشلونة |
| --------------------------------------------- | ---------------------------- | ------------------------------------------------ | ------- |
| كاتدرائية برشلونة                             | القديسة يولاليا              | أبرشية برشلونة                                   |         |
| كاتدرائية القديس فيليو دي يوبريغات            | القديس لورانس                | أبرشية الروم الكاثوليك في سان فيلايو دي يوبريغات |         |
| كاتدرائية تيراسا                              | الروح القدس                  | أبرشية الروم الكاثوليك في تاراسا                 |         |
| برغش                                          |                              |                                                  |         |
| كاتدرائية برغش                                | مريم العذراء                 | أبرشية برغش                                      |         |
| كاتدرائية بلباو                               | يعقوب بن زبدي                | أبرشية الروم الكاثوليك في بلباو                  |         |
| كاتدرائية بلنسية                              | أنطونيوس                     | أبرشية الروم الكاثوليك في بلنسية                 |         |
| كاتدرائية بورغو دي أوسما                      | انتقال العذراء               | أبرشية الروم الكاثوليك في أوسما- سريا            |         |
| كاتدرائية سان بيدرو- سريا                     | القديس بطرس                  | أبرشية أوسما سوريا                               |         |
| كاتدرائية سانتا ماريا دي فيتوريا              | مريم العذراء                 | أبرشية فيتوريا-غاستيز                            |         |
| غرناطة                                        |                              |                                                  |         |
| كاتدرائية غرناطة                              |                              | أبرشية غرناطة                                    |         |
| كاتدرائية ألمرية                              |                              | أبرشية ألمرية                                    |         |
| كاتدرائية وادي آش                             |                              | أبرشية وادي آش                                   |         |
| كاتدرائية جيان                                |                              | أبرشية جيان                                      |         |
| كاتدرائية مالقة                               |                              | أبرشية مالقة                                     |         |
| كاتدرائية مرسية                               | مريم العذراء                 | أبرشية قرطاجنة                                   |         |
| كاتدرائية قرطاجنة                             | مريم العذراء                 | أبرشية قرطاجنة (المدينة القديمة)                 |         |
| مدريد                                         |                              |                                                  |         |
| كاتدرائية المودينا                            | عذراء المودينا               | أبرشية مدريد                                     |         |
| كاتدرائية ألكالا دي إيناريس                   | القديسين جوستوس و باستور     | أبرشية الكالا دي إيناريس                         |         |
| كاتدرائية خيتافي                              | القديسة مريم المجدلية        | أبرشية خيتافي                                    |         |
| كاتدرائية خوستو                               | غير مكرس                     | –                                                |         |
| ميريدا - بطليوس                               |                              |                                                  |         |
| كاتدرائية بطليوس                              | القديس يوحنا المعمدان        | أبرشية قصرش- قورية                               |         |
| كاتدرائية كاسيريس                             | مريم العذراء                 | أبرشية الروم الكاثوليك في قصرش- قورية            |         |
| كاتدرائية قورية                               | انتقال العذراء               | أبرشية قصرش- قورية                               |         |
| كاتدرائية ماردة                               | مريم العذراء                 | أبرشية ماردة                                     |         |
| كاتدرائية بلاسينسيا الجديدة                   | مريم العذراء                 | أبرشية بلاسينثيا                                 |         |
| كاتدرائية بلاسينسيا القديمة (كاتدرائية سابقة) | القديس بولس الطرسوسي         | أبرشية بلاسينثيا                                 |         |
| أوفييدو                                       |                              |                                                  |         |
| كاتدرائية أوفييدو                             | ألقاب يسوع في العهد الجديد   | أبرشية أوفييدو                                   |         |
| كاتدرائية أسترقة                              | مريم العذراء                 | أبرشية أسترقة                                    |         |
| كاتدرائية ليون                                | مريم العذراء                 | أبرشية ليون                                      |         |
| كاتدرائية سانتاندير                           | انتقال العذراء               | أبرشية سانتاندير                                 |         |
| بنبلونة وتطيلة                                |                              |                                                  |         |
| كاتدرائية بنبلونة                             | مريم العذراء                 | أبرشية بنبلونة                                   |         |
| كاتدرائية قلهرة                               | مريم العذراء                 | أبرشية قلهرة - لوغرونيو                          |         |
| كاتدرائية سانتو دومينغو دي لا كالزادا         | القديس دومينيك دي لا كالزادا | أبرشية كالاهورا ولا كالزادا لوغرونيو             |         |
| كاتدرائية خاجا                                | القديس بطرس                  | أبرشية خاجا                                      |         |
| كاتدرائية القديسة مريم (لوغرونيو)             | مريم العذراء                 | أبرشية قلهرة ولوغرونيو                           |         |
| كاتدرائية سان سيباستيان                       | الراعي الصالح                | أبرشية الروم الكاثوليك في سان سباستيان           |         |
| كاتدرائية تطيلة                               | مريم العذراء                 | أبرشية تطيلة                                     |         |
| سانتياغو دي كومبوستيلا                        |                              |                                                  |         |
| كاتدرائية سانتياغو دي كومبوستيلا              | القديس يعقوب بن زبدي         | أبرشية سانتياغو دي كومبوستيلا                    |         |
| كاتدرائية فيرول                               | القديس جوليان                | أبرشية موندونيدو - فيرول                         |         |
| كاتدرائية لوغو                                | مريم العذراء                 | أبرشية لوغو                                      |         |
| كاتدرائية موندونيدو                           | مريم العذراء                 | أبرشية موندونيدو - فيرول                         |         |
| كاتدرائية أورينسي                             | مارتين التوروزي              | أبرشية أورينسي                                   |         |
| كاتدرائية توي                                 | مريم العذراء                 | أبرشية توي - فيغو                                |         |
| كاتدرائية سانتا ماريا (فيغو)                  | مريم العذراء                 | أبرشية توي - فيغو                                |         |
| إشبيلية                                       |                              |                                                  |         |
| كاتدرائية إشبيلية                             | مريم العذراء                 | أبرشية إشبيلية                                   |         |
| كاتدرائية قادس                                | الصليب المقدس                | أبرشية قادس وسبتة                                |         |
| كاتدرائية سبتة                                | انتقال العذراء               | أبرشية قادس وسبتة                                |         |
| كاتدرائية ولبة                                | عذراء الرحمة                 | أبرشية ولبة                                      |         |
| كاتدرائية - جامع قرطبة                        | مريم العذراء                 | أبرشية قرطبة                                     |         |
| كاتدرائية خيريز دي لا فرونتيرا                | المخلص المقدس                | أبرشية خيريز دي لا فرونتيرا                      |         |
| كاتدرائية لا لاغونا                           | عذراء لوس ريميديوس           | أبرشية سان كريستوبال دي لا لاغونا                |         |
| كاتدرائية لاس بالماس                          | القديسة حنة                  | أبرشية جزر الكناري                               |         |
| طركونة                                        |                              |                                                  |         |
| كاتدرائية طركونة                              | مريم العذراء                 | أبرشية طركونة                                    |         |
| كاتدرائية جرندة                               | مريم العذراء                 | أبرشية جرندة                                     |         |
| كاتدرائية لاردة القديمة                       | مريم العذراء                 | أبرشية لاردة                                     |         |
| كاتدرائية رودا دي إسابينا                     | القديس فنسنت                 | أبرشية لاردة                                     |         |
| كاتدرائية سولسونا                             | مريم العذراء                 | أبرشية سولسونا                                   |         |
| كاتدرائية طرطوشة                              | مريم العذراء                 | أبرشية طرطوشة                                    |         |
| كاتدرائية أورغل                               | مريم العذراء                 | أبرشية أورغل                                     |         |
| كاتدرائية فيتش                                | القديس بطرس                  | أبرشية فيتش                                      |         |
| طليطلة                                        |                              |                                                  |         |
| كاتدرائية طليطلة                              | مريم العذراء                 | أبرشية طليطلة                                    |         |
| كاتدرائية البسيط                              | القديس يوحنا المعمدان        | أبرشية البسيط                                    |         |
| كاتدرائية ثيوداد ريال                         | عذراء برادو                  | أبرشية ثيوداد ريال                               |         |
| كاتدرائية قونكة                               | مريم العذراء والقديس جوليان  | أبرشية قونكة                                     |         |
| كاتدرائية سانتا ماريا دي لا فوينتي لا مايور   | مريم العذراء                 | أبرشية سيغوينزا - غوادالاخارا                    |         |
| كاتدرائية سيغوينزا                            | مريم العذراء                 | أبرشية سيغوينزا - غوادالاخارا                    |         |
| بلنسية                                        |                              |                                                  |         |
| كاتدرائية بلنسية                              | مريم العذراء                 | أبرشية بلنسية                                    |         |
| كونكاتدرائية لقنت                             | القديس نقولا                 | أبرشية أوريويلا - لقنت                           |         |
| كنيسة سانتا ماريا الكبرى                      | مريم العذراء                 | أبرشية سيجوربي- كاستيون دي لا بلانا              |         |
| كاتدرائية إبيثا                               | مريم العذراء                 | أبرشية إبيثا                                     |         |
| كاتدرائية ميورقة                              | مريم العذراء                 | أبرشية ميورقة                                    |         |
| كاتدرائية منورقة                              | مريم العذراء                 | أبرشية منورقة                                    |         |
| كاتدرائية أوريويلة                            | المخلص المقدس                | أبرشية أوريويلة - لقنت                           |         |
| كاتدرائية سيجوربي                             | مريم العذراء                 | أبرشية سيجوربي - كاستيون دي لا بلانا             |         |
| بلد الوليد                                    |                              |                                                  |         |
| كاتدرائية بلد الوليد                          | انتقال العذراء               | أبرشية بلد الوليد                                |         |
| كاتدرائية آبلة                                | المخلص المقدس                | أبرشية آبلة                                      |         |
| كاتدرائية ثيوداد رودريجو                      | مريم العذراء                 | أبرشية ثيوداد رودريجو                            |         |
| كاتدرائية سلامنكا الجديدة                     | انتقال العذراء               | أبرشية سالامانكا                                 |         |
| كاتدرائية سلامنكا القديمة                     | مريم العذراء                 | أبرشية سالامانكا                                 |         |
| كاتدرائية سيغوفيا                             | مريم العذراء                 | أبرشية سيغوفيا                                   |         |
| كاتدرائية سمورة                               | المخلص المقدس                | أبرشية سمورة                                     |         |
| سرقسطة                                        |                              |                                                  |         |
| كاتدرائية سرقسطة                              | المخلص المقدس                | أبرشية سرقسطة                                    |         |
| كاتدرائية البراسين                            | المخلص المقدس                | أبرشية طرويل - والباراسين                        |         |
| كاتدرائية بربشتر                              | انتقال العذراء               | أبرشية بربشتر - مونثون                           |         |
| كاتدرائية وشقة                                | مريم العذراء                 | أبرشية وشقة                                      |         |
| كاتدرائية مونثون                              | مريم العذراء                 | أبرشية بربشتر - مونثون                           |         |
| كاتدرائية طرسونة                              | عذراء لا هويرتا              | أبرشية طرسونة                                    |         |
| كاتدرائية تيرويل                              | مريم العذراء                 | أبرشية طرويل - والباراسين                        |         |
| كنيسة سيدة بيلار                              | عذراء بيلار                  | –                                                |         |
| مطرانية إسبانيا العسكرية                      |                              |                                                  |         |
| كنيسة القربان                                 | الأفخارستيا المقدس           | مطرانية إسبانيا العسكرية                         |         |